# 岩田麻希
岩田 麻希（いわた まき）はCMや雑誌、ＴＶなどを中心に、スタイリングを手がけるスタイリスト。

## 略歴
MCsister編集部でのアシスタントを経て、1998年にスタイリストとして独立後、雑誌「Olive」「anan」「spring」「InRed」「GLOW」「リンネル」などのファッション誌を中心に活動。数々のファッション誌はもとより、広告・女優・アーティストも手掛ける。

## 主な作品

### CM
・ 「三ツ矢サイダー（新垣結衣篇）」
・「三ツ矢サイダー（水野奈津美篇）」
・「KOSE ファシオ（桐谷美玲篇）」
・「ホームメイト（桐谷美玲篇）」
・「ホットペッパービューティー（飯豊まりえ篇）」
・「クレアラシル（飯豊まりえ篇）」
・「ヴィート2018年　スキンケア・除毛（飯豊まりえ）」
・「アットホーム（相武紗季篇）」
・「明治安田生命（相武紗季篇）」
・「au（剛力彩芽篇）」
・「ヤクルトジョア（剛力彩芽篇）」
・「ランチパック（剛力彩芽篇）」
・「TBC（剛力彩芽篇）」
・「ワンダーコア（剛力彩芽篇）」
・「三井住友銀行（西岡徳馬篇）」
・「コダックスナップキッズ（鈴木亜美篇）」
・「ザウルス」
・ 「ABCマート（ブレンダ篇)」
・「マクドナルド（ハッピーセット篇/抹茶シェイク篇）」
・「早稲田塾（大橋マキ篇）」
・「コカコーラ はちみっつ」
・「明治製菓カラダナビ（樋口可南子・鈴木慶一篇）」
・「パルシステム」

### PUBLICITY
- 「池袋PARCO」
- 「岐阜PARCO」
- 「vanilla confusion（オンワード樫山）」
- 「any SIS（オンワード樫山）」
- 「ヴィーナスフォート」
- 「二子玉川高島屋マガジン」
- 「読売ランド」
- 「FIX-UP」

### MAGAZINE
- 「In Red」「Sweet」
- 「Spring」「JILLE」
- 「mini」「non-no」
- 「marie claire」「NIKITA」
- 「REINA」「VOCE」
- 「an an」「リンネル」

### ARTIST
- 「新垣結衣」「高畑充希」「杏」「桐谷美玲」「剛力彩芽」「相武紗季」「上戸彩」「黒木華」「柴咲コウ」「有村架純」「木村文乃」「りょう」「川口春奈」「飯豊まりえ」「宮本茉由」「高月彩良」「桜庭ななみ」「森理世」「小島聖」「一青窈」「高杉さと美」「広瀬香美」「JYONGRI」「moumoon」「ハルカリ」「naomi yoshimura(ドリームズカムトゥループロデュース)」

### SHORT MOVIE
- 「Short Cakes」
- 「Birthday Girl」
- 「BOOK CAFE」
- フジテレビ「HAVE YOUR MEASURE きっかけはフジテレビ」（5周年記念webムービー&TVCM）